# Lisronagh
Lisronagh är en ort i republiken Irland.   Den ligger i provinsen Munster, i den centrala delen av landet, 140 km sydväst om huvudstaden Dublin. Lisronagh ligger 80 meter över havet och antalet invånare är 187.
Terrängen runt Lisronagh är platt åt nordväst, men åt sydost är den kuperad.Runt Lisronagh är det ganska tätbefolkat, med 52 invånare per kvadratkilometer. Närmaste större samhälle är Cluain Meala, 7,0 km söder om Lisronagh. Trakten runt Lisronagh består i huvudsak av gräsmarker.